# 積石塚

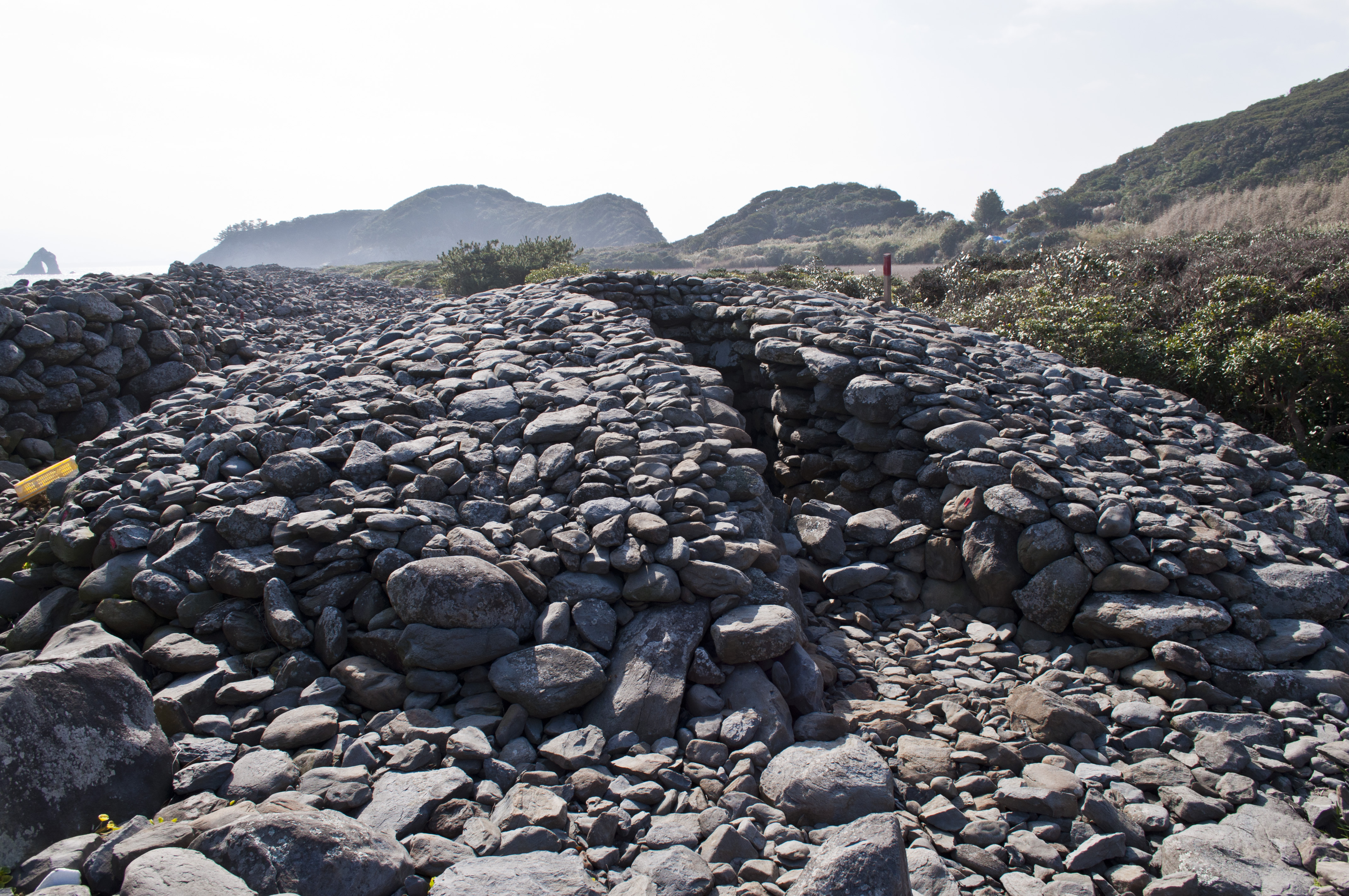
相島積石塚群の相島北塚

積石塚（つみいしづか）は、石を積み上げて墳丘を造っている墓である。
石塚・築石塚などと呼んだ時代や、他にケルンなども提唱されたが、近年はこの名称に定着している。
この用語は他の時代（縄文時代・中世）や地域（例、朝鮮半島等）でも使用されるが、この項では、古墳時代に限って説明する。

## 概要
古墳時代にこの墓形式が存在する地域は、香川県から徳島県の一部の地域と長野県、山梨県の甲府盆地北縁など一部の地域に顕著に見られる。また、長崎県の対馬、山口県の見島、そのほか、宮崎県・愛知県・静岡県・群馬県などにもみられる。
なかでも全長100メートルの海浜部に254基もの積石塚が拡がる福岡県の相島積石塚群、長野県長野市の大室古墳群、香川県高松市の石清尾山古墳群、山口県萩市の見島ジーコンボ古墳群などが知られる。
香川・徳島のものは古墳時代前期（3～4世紀）を中心とし、香川の石清尾山古墳群では積石塚の前方後円墳9基、双方中円墳1基、円墳30数基がある。
長野・山梨のものは中期後半から後期（5～6世紀）にかけて形成された群集墳にみられる。
約500基からなる長野市松代町に所在する大室古墳群は、日本最大の積石塚古墳群で、大部分が積石塚であり、埋葬施設の多くが横穴式石室である。
長野県史跡である積石塚古墳群の八丁鎧塚古墳（長野県須坂市大字八町）は、第1号から第5号まである。出土品として鏡・碧玉製勾玉（へきぎょくせいまがたま）・貝釧（かいくしろ）などがあるが、その出土鏡によって、これまでは6世紀以降の築造とされてきたが、5世紀代に溯るものと改められた。
長野県の積石塚は高句麗からの渡来人が築いたとする説が存在し、考古学的にも実証されている。渡来人が北陸ではなく長野県に定住したのは、豪雪地帯では馬の飼育が不可能であるからである。
長野県の高句麗系渡来人として、卦婁真老、後部黒足、前部黒麻呂、前部秋足、上部豊人、下部文代、高麗家継、前部貞麻呂、上部色知、前部綱麻呂などが挙げられる。